# Sae Ishida
Pour les articles homonymes, voir Ishida.
Sae Ishida (石田 小枝, Ishida Sae) est une ancienne joueuse de volley-ball japonaise née le 13 février 1987 à Mooka (préfecture de Tochigi). Elle mesure 1,75 m et jouait au poste de centrale. Elle a mis un terme à sa carrière de volleyeuse professionnelle en juin 2015.

## Clubs
| Club              | De        | À         |
| ----------------- | --------- | --------- |
| Kaetsu University | 2005-2006 | 2008-2009 |
| Hitachi Rivale    | 2009-2010 | 2014-2015 |

## Palmarès
- V.Challenge Ligue (2)
  - Vainqueur : 2010, 2012
  - Finaliste : 2011, 2013
- Coupe de l'impératrice
  - Finaliste : 2014.